# ケヴィン・マークス

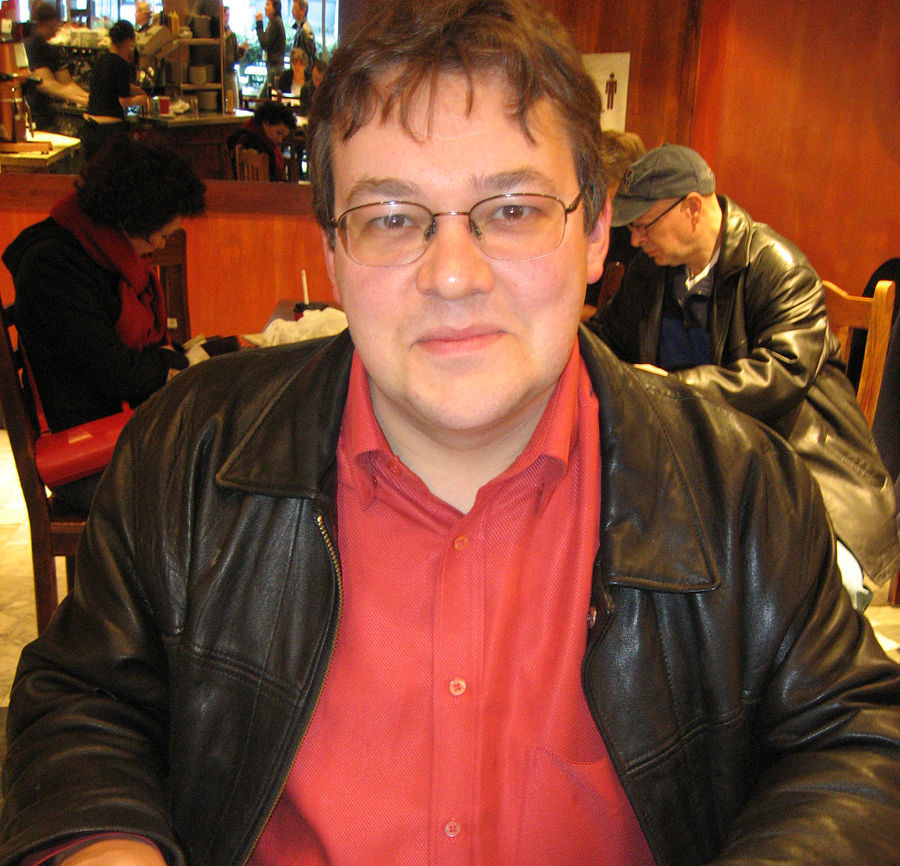
ケヴィン・マークス（2006年）

ケヴィン・マークス（Kevin Marks）はソフトウェア技術者。Apple Computerと英国放送協会の両方から賞をもらう仕事をしたのち、テクノラティの主要メンバーとなった。2007年にGoogleへ移籍。ソーシャルソフトウェアアライアンスの創立メンバーの一人。Open Rights Group顧問委員。
最初のBloggerConでマークスはブログに適用できる力曲線について論じた。2003年には後にポッドキャスティングおよびiPodderの名前で有名になる技術の初期の実験者・寄稿者であった。2003年10月4日に、RSSに添付されたオーディオファイルをダウンロードし、iTunes音楽プレイヤーに転送するソフトウェアのデモンストレーションを行った。彼のブログによれば、その日アダム・カリーとそのプログラムについて議論した。